# Symmoca sorrisa
Symmoca sorrisa – gatunek motyli z rodziny Autostichidae i podrodziny Symmocinae.
Gatunek ten opisany został po raz pierwszy w 1975 roku przez László Anthony’ego Gozmány’ego na łamach „Acta Zoologica Academiae Scientiarum Hungaricae”. Jako lokalizację typową wskazano Veletę w hiszpańskiej prowincji Grenada.
Motyl o rozpiętości skrzydeł od 14 do 16 mm. W ubarwieniu jego dominują odcienie szarości. Od podobnych S. tofosella i S. nigromaculella różni się rozleglejszym i intensywniejszym wzorem, od S. petrogenes brakiem odcienia żółtawego i dwukrotnie grubszym edeagusem, a od S. sultan ciemniejszym ubarwieniem, dwukrotnie dłuższym wyrostkiem kosty i mniej spiczastym sakulusem.
Owad palearktyczny, endemiczny dla Hiszpanii, znany tylko z pasma Sierra Nevada na Półwyspie Iberyjskim.